# 弗雷德里克·霍尔曼
弗雷德里克·霍尔曼（英語：Frederick Holman，1883年2月9日—1913年1月23日），英国男子游泳运动员。他曾代表英国参加1908年夏季奥林匹克运动会游泳比赛，获得男子200米蛙泳金牌。